# キム・ショウ
キム・ショウ（Kim Shaw、1984年5月20日 - ）は、カナダの女優。

## 出演作品
- SHOTGUN WEDDING／ショットガン・ウェディング
- ママと恋に落ちるまで シーズン8
- 救命医ハンク３　セレブ診療ファイル
- グッド・ワイフ2（アンバー・マディソン）
- ある日モテ期がやってきた
- グッド・ワイフ（アンバー・マディソン）
- ホワイトカラー シーズン1
- 噂のモーガン夫妻
- LAW & ORDER　ロー＆オーダー シーズン17